# العلاقات الأمريكية التونسية
العلاقات الأمريكية التونسية هي العلاقات الثنائية بين تونس والولايات المتحدة.
ووفقا لاستطلاع الرأي العام العالمي لعام 2012، فإن 45 في المائة من التونسيين ينظرون إلى الولايات المتحدة بشكل إيجابي.

## معاهدة السلام والصداقة 1797
كان تعاطى نشاط القرصنة إحدى ميزات بلاد الساحل البربري كما سماه الغرب آنذاك حيث كان النشاط التونسي متقطعا متناسبا مع تأرجح الاوضاع بين الحرب والسلم لكنه شهد عموما تناقصا خاصة مع صعود الحسينيين إلى العرش التونسي حيث انحازت تونس إلى السلام مع القوى الأوروبية ونتيجة لذلك لعبت تونس دورا هاما خلال القرن التاسع عشر عبر كبح القرصنة الجزائرية والليبية والتي كانت لها مع الولايات المتحدة الأمريكية عدة مواجهات بحرية كبرى. وبذلك تطورت علاقات السلام والصداقة بين تونس والولايات المتحدة الأمريكية واللذي أدى إلى توقيع البلدين على معاهدة تونس في 28 أوت 1797 وجاء في البند الأول من المعاهدة:
فليكن هناك سلام دائم بين الولايات المتحدة الأمريكية والباشا العظيم، باي تونس، وكذلك الصداقة الدائمة، والتي ستزيد أكثر وأكثر.

## العلاقات الديبلوماسية
تعتبر العلاقات التونسية الأمريكية علاقات طيبة للغاية وذات مكانة خاصة للبلدين حيث يعود تاريخها إلى أكثر من 200 عاما كما تعتبر تونس حليفا للولايات المتحدة خارج منضمة الناتو. حافظت الولايات المتحدة على تمثيل رسمي بالجمهورية التونسية بصورة شبه مستمرة منذ عام 1795. لا ترتبط الحكومتان بمعاهدات أمنية ولكن العلاقات كانت متقاربة منذ استقلال تونس. عانت العلاقات الأمريكية التونسية سنة 1985 بعد قصف إسرائيل لمقر منظمة التحرير الفلسطينية بمدينة حمام الشط بتونس إعتقادا من الأخير أن الولايات المتحدة كانت على علم بالهجوم وربما تورطت فيه، ففكرت تونس في قطع العلاقات الدبلوماسية مع الولايات المتحدة. في النهاية، تراجعت تونس عن ذلك بعد أن نأت الولايات المتحدة بنفسها صراحة عن تصرفات إسرائيل وتراجعت عن حق النقض ضد قرار الامم المتحدة واللذي أدان إسرائيل في سابقة تاريخية للديبلوماسية الأمريكية. كما عانت العلاقات نتيجة لاغتيال القائد الفلسطيني أبو جهاد في تونس عام 1988 وحرب الخليج عام 1990.

## تونس الديمقراطية والولايات المتحدة
تحسنت العلاقات في وقت لاحق مما يعكس وجود علاقات ثنائية قوية حيث تسارع نسق اللقاءات والمشاورات خاصة بعد إنطلاق الانتقال الديمقراطي في تونس إثر الثورة التونسية والتي أنتجت في بداياتها إضطرابا أمنيا تفاعلت معه الولايات المتحدة وخاصة بعد هجمات 2015 حيث إزداد الإسناد الأمريكي على إثره جدية وقد أدت المساعدة الأمنية التي تقدمها الولايات المتحدة تاريخيا دورا هاما في توطيد العلاقات منذ عقود. قدمت الولايات المتحدة الأمريكية إلى وزارة الدفاع التونسي بين سنتي 2011 و2020 دعما ماليا وصل قيمته إلى 160 مليون دولار. كما للبلدين برامج نشطة للتدريبات العسكرية المشتركة أهمها مناورات Phoenix Express بين بحريتي البلدين. تجتمع اللجنة العسكرية المشتركة بين الولايات المتحدة وتونس سنويا لمناقشة التعاون العسكري، وبرنامج تحديث الدفاع في تونس، ومسائل أمنية أخرى.